# Candace Crawford
Candace Crawford (* 11. März 1994 in Toronto, Ontario) ist eine kanadische Skirennläuferin. Ihre stärksten Disziplinen sind Slalom und Riesenslalom. Sie ist die Schwester des Skirennläufers James Crawford und die Nichte von Judy Crawford.

## Biografie
Crawford nahm ab Dezember 2009, im Alter von 15 Jahren, an FIS-Rennen teil. Der erste Sieg auf dieser Stufe gelang ihr im Januar 2011, zwei Monate später folgten die ersten Teilnahmen im Nor-Am Cup. Sie bestritt Rennen in allen Disziplinen, doch zeichnete sich ab, dass sie vor allem in Slaloms und Riesenslalom gute Ergebnisse erzielte. 2013 konnte sie sich allmählich im Nor-Am Cup in den vorderen Rängen etablieren. Die erste Podestplatzierung in dieser nordamerikanischen Kontinentalmeisterschaft gelang ihr im Februar 2014, am 15. März desselben Jahren folgte der erste Sieg beim Riesenslalom von Nakiska.
Ihr Debüt im Weltcup hatte Crawford am 25. Oktober 2014 beim Riesenslalom von Sölden, wo sie im zweiten Lauf ausschied. Weltcuppunkte gewann sie erstmals am 29. Dezember 2014 mit Platz 25 im Slalom von Kühtai. Sie qualifizierte sich für die Weltmeisterschaften 2015 in Vail/Beaver Creek, wo sie etwas überraschend Silber im Mannschaftswettbewerb gewann. Zwei Wochen später wurde sie kanadische Super-G-Meisterin. Mit fast doppelt so vielen Punkten wie die Zweitplatzierte Paula Moltzan entschied Crawford die Gesamtwertung des Nor-Am Cup 2014/15 für sich, ebenso die Slalom-, Riesenslalom- und Kombinationswertung.
In der Weltcupsaison 2015/16 war der 9. Platz in der Kombination von Soldeu am 28. Februar 2016 ihr bestes Weltcup-Ergebnis.

## Erfolge

### Olympische Spiele
- Pyeongchang 2018: 25. Riesenslalom, 29. Super-G

### Weltmeisterschaften
- Vail/Beaver Creek 2015: 2. Mannschaftswettbewerb, 29. Riesenslalom, 30. Slalom
- St. Moritz 2017: 21. Kombination, 26. Super-G

### Weltcup
- 2 Platzierungen unter den besten 15

### Nor-Am Cup
- Saison 2012/13: 7. Riesenslalomwertung
- Saison 2013/14: 3. Gesamtwertung, 1. Riesenslalomwertung, 3. Kombinationswertung, 9. Super-G-Wertung
- Saison 2014/15: 1. Gesamtwertung, 1. Riesenslalomwertung, 1. Slalomwertung, 1. Kombinationswertung, 2. Super-G-Wertung
- Saison 2015/16: 3. Gesamtwertung, 3. Super-G-Wertung, 3. Riesenslalomwertung, 4. Kombinationswertung
- Saison 2016/17: 10. Riesenslalomwertung
- Saison 2017/18: 9. Super-G-Wertung, 10. Kombinationswertung
- Saison 2019/20: 10. Kombinationswertung
- Saison 2021/22: 10. Gesamtwertung, 1. Super-G-Wertung, 3. Abfahrtswertung
- 27 Podestplätze, davon 10 Siege:

| Datum             | Ort                | Land   | Disziplin    |
| ----------------- | ------------------ | ------ | ------------ |
| 14. März 2014     | Nakiska            | Kanada | Riesenslalom |
| 13. Dezember 2014 | Panorama           | Kanada | Slalom       |
| 16. Dezember 2014 | Panorama           | Kanada | Kombination  |
| 17. Februar 2015  | Nakiska            | Kanada | Riesenslalom |
| 19. Februar 2015  | Nakiska            | Kanada | Super-G      |
| 19. Februar 2015  | Nakiska            | Kanada | Kombination  |
| 20. März 2015     | Burke Mountain     | USA    | Riesenslalom |
| 12. Februar 2016  | Whiteface Mountain | USA    | Super-G      |
| 10. Dezember 2021 | Lake Louise        | Kanada | Super-G      |
| 14. Februar 2022  | Whiteface Mountain | USA    | Super-G      |

### Juniorenweltmeisterschaften
- Québec 2013: 31. Riesenslalom, 40. Super-G
- Jasná 2014: 7. Riesenslalom, 18. Slalom, 36. Super-G, 44. Abfahrt
- Hafjell 2015: 5. Riesenslalom, 5. Super-G, 9. Super-Kombination

### Weitere Erfolge
- 2 kanadischer Meistertitel (Super-G 2015, Kombination 2016)
- 12 Siege in FIS-Rennen